# Щелконогов, Анатолий Афанасьевич
Анатолий Афанасьевич Щелконогов — советский хозяйственный, государственный и политический деятель.

## Биография
Родился в 1937 году в Углеуральске. Член КПСС.
С 1955 года — на хозяйственной, общественной и политической работе. В 1955—2010 гг. — электролизник, мастер, старший мастер, тех. руководитель, начальник электролизного цеха, секретарь парткома на Березниковском титано-магниевом комбинате, директор Соликамского магниевого завода, глава администрации г. Березники, генеральный директор, директор по инвестиционным проектам АО «Соликамский магниевый завод», генеральный директор ОАО "Асбестовский магниевый завод.
Лауреат Государственной премии СССР (1977).
Народный депутат СССР от Березниковского территориального избирательного округа № 259 Пермской области. Член Комиссии Совета Союза по вопросам развития промышленности, энергетики, техники и технологии.
Умер в Асбесте в 2010 году.